# Yankee Hotel Foxtrot
Albums de Wilco
Mermaid Avenue Vol. II
(2000) A Ghost Is Born
(2004)
Yankee Hotel Foxtrot est un album du groupe Wilco paru en 2002 sur le label Nonesuch Records. Le film I Am Trying to Break Your Heart du cinéaste Sam Jones filme en temps réel son enregistrement et sa production, racontant ainsi les nombreux problèmes qui manquèrent d'empêcher sa parution.

## Liste des titres
Toutes les paroles sont écrites par Jeff Tweedy. 
Les musiques sont écrites par Jeff Tweedy et Jay Bennett, sauf 1, 7 et 11 écrites par Jeff Tweedy.
1. I Am Trying to Break Your Heart – 6:57
2. Kamera – 3:29
3. Radio Cure – 5:08
4. War on War – 3:47
5. Jesus, Etc. – 3:50
6. Ashes of American Flags – 4:43
7. Heavy Metal Drummer – 3:08
8. I'm the Man Who Loves You – 3:55
9. Pot Kettle Black – 4:00
10. Poor Places – 5:15
11. Reservations – 7:22

## Commentaires
Cet album, qui devait d'abord être commercialisé par Reprise Records, fut rejeté pour son manque de potentiel commercial supposé. Il fut ensuite repris par Nonesuch Records. Il s'agit de plus du dernier album de Wilco auquel participa Jay Bennett, qui dut quitter le groupe peu après.
L'enregistrement fut consacré dès sa sortie : le magazine Rolling Stone lui accorda quatre étoiles, en le gratifiant de premier meilleur album de l'année, le magazine Uncut lui octroya le même score, et commentant Yankee Hotel Foxtrot comme « le meilleur album d'une carrière remarquable ».
Le magazine Pitchfork le considère comme le 4e meilleur album des années 2000.
Aujourd'hui, le magazine Rolling Stone le place en 493e position de son classement des 500 plus grands albums de tous les temps. Il est également cité dans l'ouvrage de référence de Robert Dimery Les 1001 albums qu'il faut avoir écoutés dans sa vie et dans un grand nombre d'autres listes.
Les deux bâtiments que l'on voit sur la pochette de l'album sont les tours jumelles de Marina City, un complexe résidentiel et commercial situé à Chicago.